# Jacinto Abad de Ayala
 Jacinto Abad de Ayala  foi um novelista espanhol do século XVII. A sua principal obra foi uma novela Cortesã intítulada: "Novela  del mas desdicado amante e pago que dan mujeres" em 1641. Em 1973 foi editado em Madrid uma edicção em Facsimile.